# Слободан Д. Станковић
Слободан Д. Станковић , по образовању правник, рођен је 2. фебруара 1934. године у Богдановцу код Бабушнице, Србија.
Слободан је заступљен у неколико антологија и зборника. Песме су му превођене на: француски, шпански, пољски и енглески језик.
Члан је Удружења књижевника Србије и Књижевног клуба Душан Матић у Ћуприји. Живи у Ћуприји.

## Књиге песама
- Места за игру
- Разиграни зраци
- Жалац празнине
- Огрлица снова,
- Точионица светлости,
- Светиљка судбине,
- Благовање,
- Ожиљак (приче),
- Дародавка,[2]
- Живот ван живота (приче),
- Пробуди се душо,
- Талог несанице...